# Discografia de LostAlone
Esta é a discografia do LostAlone, uma banda de Derby, Reino Unido. A banda lançou dois álbuns de estúdio, dois extended plays (EP), onze videoclipes e nove singles. Antes do LostAlone ser criado em 2005, Steven Battelle e Mark Gibson tocavam em bandas juntos, desde os 11 anos de idade. Em um show da banda Beats Capri em Nottingham, eles conheceram o baixista Tom Kitchen e assim, começaram oficialmente uma nova banda, o LostAlone. Há indício de que nos primeiros meses (ou menos que isso) a banda era composta somente por Steven e Mark, e o baixo era por conta de amigos. Em 20 de março de 2007, o primeiro álbum da banda é lançado, Say No To The World, sendo bem recebido pela crítica especializada e rendendo indicação ao Kerrang! Awards 2007. Neste álbum, é lançado 3 singles: "Blood Is Sharp"; "Unleash The Sands Of All Time" e "Elysium".
Em 2012, LostAlone lança o seu segundo álbum de estúdio nomeado I'm A UFO In This City. Durante maio de 2010, a banda gravou em Los Angeles, com produtores aclamados como Jacknife Lee e Greg Wells, e o produtor executivo Gerard Way e os engenheiros Alan Moulder e Mark Needham. Devido a mudanças pessoais, o LostAlone foi liberto de seu contrato com o selo da Warner Music, assim como direitos criativos do album, I’m A UFO In This City. Dia 13 de Fevereiro de 2011, a banda lançou a faixa “Paradox On Earth”, do futuro album, em download gratuito. O primeiro single oficial foi “Do You Get What You Pray For?”, lançado dia 5 de Fevereiro de 2012, seguido do lançamento do álbum, via Graphite Records, dia 5 de Março. O segundo single, “Love Will Eat You Alive” foi lançado no dia 1 de Abril, com seu video clipe estreando dia 27 de Fevereiro. Love Will Eat You Alive foi um marco para a banda, quando, depois de elogiada por Fearne Cotton, foi então executada e listada por um dia na BBC Radio 1.
Em muitas entrevistas, Steven Battelle declarou que ele já tem dois álbuns prontos, e está pronto para começar a gravá-los, mencionando que haverá um álbum novo em 2013.
O single e vídeo The Bells! The Bells!! foram lançados no dia 11 de Novembro de 2013, sendo o single disponível para download gratuito no site oficial.

## Álbuns de estúdio
| Álbum                  | Data de Lançamento  | Gravadora                     |
| ---------------------- | ------------------- | ----------------------------- |
| Say No To The World    | 20 de Março de 2007 | Redemption, Warner Bros./Sire |
| I'm A UFO In This City | 5 de Março de 2012  | Graphite Records              |

## Singles
| Single                               | Lados B |
| ------------------------------------ | --- |
| Blood Is Sharp (2006)                | Lost Alone |
| Unleash The Sands Of All Time (2006) | Telepathy Nights, Execute                                                                                        |
| Elysium (2007)                       | Honey & Burlesque Awol Sunkissed                                                                                 |
| Do You Get What You Pray For? (2012) | Superzhero, Do You Get What You Pray For? (Helm's Deep Version)                                                  |
| Love Will Eat You Alive (2012)       | A Ritualistic Mirage of the Mind, Love Will Eat You Alive (ET Version)                                           |
| Paradox On Earth (2012)              | Paradox On Earth Orchestra of Breathing (Acoustic Demo), We Are the Archaeology of the Future's Past (Vocal Mix) |
| Vesuvius (2012)                      | - |
| Creatures (2012)                     | - |
| I Want Christmas Always (2012)       | All Lost Alone On Christmas                                                                                      |
| The Bells! The Bells!! (2013)        | - |

## Lados B
| EP                            | Conteúdo |
| ----------------------------- | --- |
| Light The Waves (2005)        | Blood Is Sharp, Make Me Rhyme, Lost Alone, Say No To The World, Music And Warm Bodies                                                                                  |
| Honey and Burlesque EP (2007) | What Is The Point, Honey And Burlesque, Telepathy Nights, Dead In The Future, Execute, Repress The Sands Of All Time, Sale Of The Century (Cable Cover), Time For Life |

## Videoclipes
| Música                                  | Diretor                   |
| --------------------------------------- | ------------------------- |
| Blood is Sharp (primeira versão) (2006) | Rupert Murray e Dan Cadan |
| Unleash The Sands Of All Time (2006)    | Rupert Murray e Dan Cadan |
| Elysium (2007)                          | Rob Baker Ashton          |
| Blood Is Sharp (segunda versão) (2006)  | Ben And Jos               |
| Fall On Your Sword (2011)               | Kerrang!                  |
| All (Lost) Alone On Christmas (2011)    | LostAlone                 |
| Do You Get What You Pray For (2012)     | Darren Lee                |
| Love Will Eat You Alive (2012)          | Darren Lee                |
| Paradox On Earth (2012)                 | Darren Lee                |
| Vesuvius (2012)                         | Darren Lee                |
| Creatures (2012)                        | Darren Lee                |
| The Bells! The Bells!! (2013)           | Darren Lee                |